# Michał Łubieński
Michał Tomasz Łubieński (ur. 22 marca?/3 kwietnia 1896 w Kijowie, zm. 7 czerwca 1967 w Londynie) – polski dyplomata, prawnik.

## Życiorys
Prawnuk Henryka, wnuk Tomasza Wenthwortha (1821–1901), syn Michała Pawła Łubieńskiego (1855–1912) i Władysławy z Wierzbickich (1865–1912), bratanek m.in. Rogera i Bernarda. Ożenił się 29 stycznia 1924 z Heleną z Krasickich (1901–1992), z którą miał syna Tomasza Andrzeja (1924–2008).
Ukończył studia na wydziale prawa Uniwersytetu Moskiewskiego. W 1920 służył w Wojsku Polskim w stopniu porucznika artylerii. Następnie działał w służbie dyplomatycznej w Charkowie (w latach 1921–1922), następnie w Sofii (w latach 1924–1926) i Rydze (w latach 1926–1929). Od kwietnia 1935 dyrektor gabinetu ministra spraw zagranicznych Józefa Becka.
W czasie II wojny światowej w stopniu kapitana był tłumaczem w PSP w Wielkiej Brytanii.
Zmarł 7 czerwca 1967 w Londynie. Pochowany na Lower Richmond Rd - North Sheen Cemetery (Fulham North).

## Ordery i odznaczenia
- Krzyż Komandorski Orderu Odrodzenia Polski (11 listopada 1937)[6]
- Krzyż Kawalerski Orderu Odrodzenia Polski (9 listopada 1932)[7]
- Medal Lotniczy (dwukrotnie)[4]
- Medal Pamiątkowy za Wojnę 1918–1921
- Medal Dziesięciolecia Odzyskanej Niepodległości
- Wielki Oficer Orderu Trzech Gwiazd (Łotwa)
- Oficer Orderu Trzech Gwiazd (Łotwa)
- Wielki Oficer Orderu św. Sawy (Jugosławia)
- Wielki Oficer Orderu Leopolda (Belgia)[8]
- Wielki Oficer Orderu Gwiazdy Rumunii (Rumunia)[9]
- Order Gwiazdy Białej II klasy (Estonia)
- Order Gwiazdy Polarnej II klasy (Szwecja, 1938)[10]
- Komandor z Gwiazdą Orderu Świętego Olafa (Norwegia)[11]
- Krzyż Komandorski Orderu Legii Honorowej (Francja)[12]
- Krzyż Komandorski Orderu Białej Róży (Finlandia)
- Order Krzyża Orła III klasy (Estonia)
- Oficer Orderu Zasługi Cywilnej (Bułgaria)[3][1]